# 朱效鏞
瀋裕王朱效鏞（？—1639年），明朝第八代瀋王，定王朱珵堯的嫡第一子。他在萬曆八年（1580年）受封瀋世孫，萬曆十三年（1585年）改封瀋世子，崇禎九年（1636年）襲封瀋王。他在位三年，在崇禎十二年（1639年）去世。四年後其子朱迥洪嗣位。
| 前任： 父定王朱珵堯 | 明瀋國國王 1636年－1639年 | 繼任： 子朱迥洪 |